# (8572) Nijo
(8572) Nijo est un astéroïde de la ceinture principale.

## Description
(8572) Nijo est un astéroïde de la ceinture principale. Il fut découvert le 19 octobre 1996 à l'Observatoire Kleť par Jana Tichá et Miloš Tichý. Il présente une orbite caractérisée par un demi-grand axe de 2,21 UA, une excentricité de 0,19 et une inclinaison de 5,3° par rapport à l'écliptique.

## Compléments